# Secure Fence Act
 (décembre 2016).
Si vous disposez d'ouvrages ou d'articles de référence ou si vous connaissez des sites web de qualité traitant du thème abordé ici, merci de compléter l'article en donnant les références utiles à sa vérifiabilité et en les liant à la section « Notes et références ».

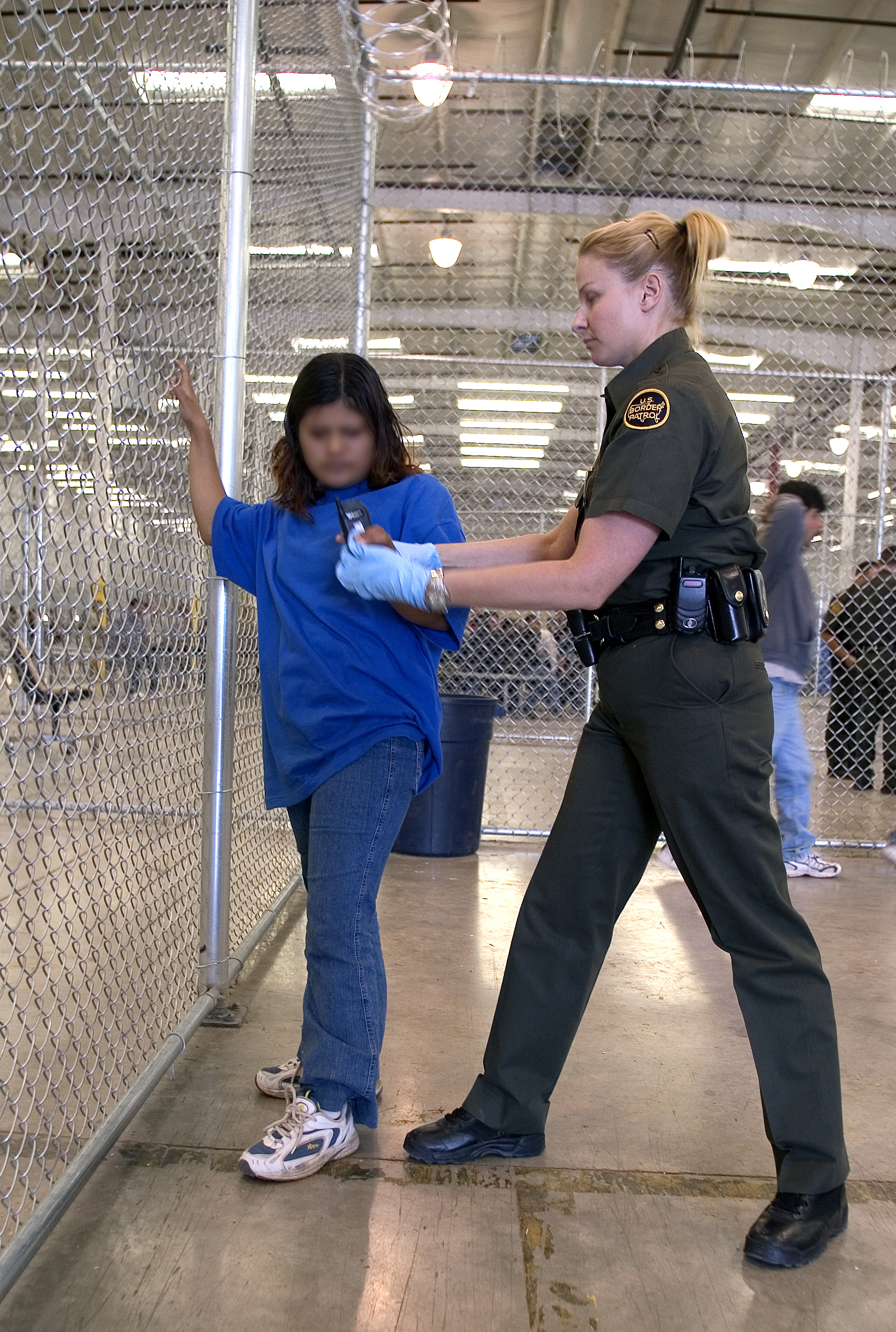
Agent de la police des frontières américaine (CBP) procèdant à une fouille d'une femme mexicaine placée en centre de rétention (2006).

L'objectif du Secure Fence Act est de permettre la construction d'une barrière physique de 1 100 km le long de la frontière entre les États-Unis et le Mexique.  Il est adopté le 14 septembre 2006, avec 283 voix contre 138, par le Congrès américain. 219 républicains et 64 démocrates ont voté « oui » contre 6 républicains, 131 démocrates et 1 indépendant qui ont voté contre.
Le 29 septembre 2006 le Sénat fait de même (80 voix contre 19). 54 républicains et 23 démocrates ont voté « oui », contre 1 républicain, 17 démocrates et 1 indépendant qui ont voté « non ». Enfin, le 26 octobre 2006, le président George W. Bush signe le Secure Fence Act, Selon certains sondages, 53 % des Américains étaient opposés à la promulgation du Secure Fence Act et donc de la construction de la barrière entre les États-Unis et le Mexique mais un sondage national publié le 29 juillet 2010 a révélé qu'une grande majorité des Américains sont à cette date pour la construction d'une clôture le long de la frontière américaine avec le Mexique, avec 68 % en faveur et 21 % contre (marge d'erreur : + / - 3 points de pourcentage).